# 부르키나파소의 대통령
다음은 1960년 프랑스로부터 독립한 이후 현재까지 부르키나파소의 대통령이다.
오트볼타/부르키나파소의 국가원수(국가원수 3명/대통령, 반란을 일으킨 대통령 권한대행 1명 제외)를 지낸 사람은 모두 8명이다.
현재 부르키나파소의 국가원수는 중령이다. 폴 앙리 산다오고 다미바는 2022년 1월 24일 쿠데타 이후 집권한 군사정권이다. 1월 31일 군사 정권은 헌법을 복원하고 폴 앙리 산다오고 다미바를 임시 대통령으로 임명했다.

## List of Presidents of Burkina Faso
부르키나파소 대통령 목록